# Mandíbulas (zoología)

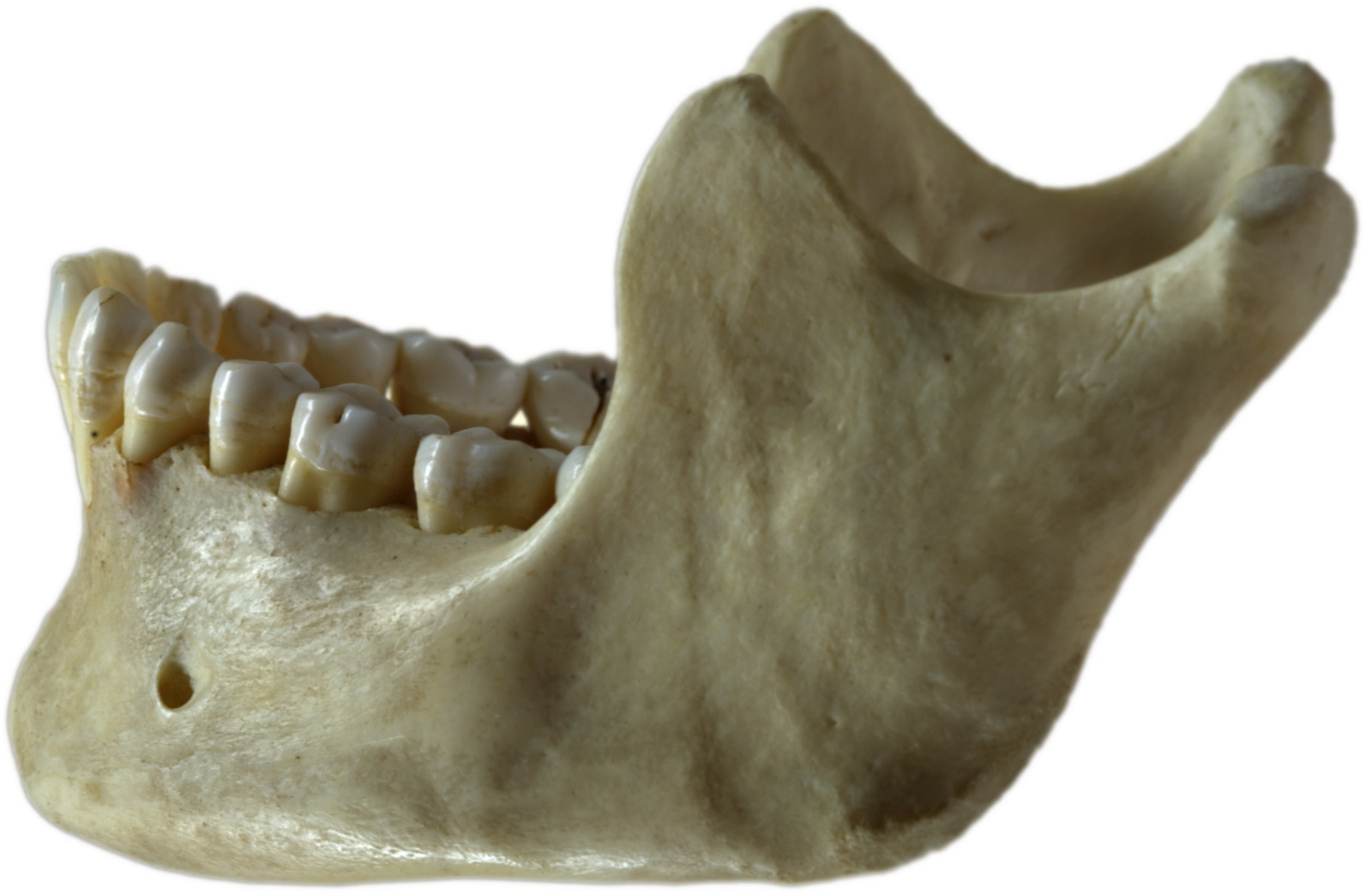
La mandíbula inferior humana vista de lado izquierdo

En zoología, mandíbula es cualquier estructura articulada oponible en la entrada de la boca, típicamente utilizado para agarrar y manipular comida. Las mandíbulas es también usada en términos generales a la totalidad de las estructuras que constituyen la bóveda de la boca que sirven para abrir y cerrarlas.

## Artrópodos

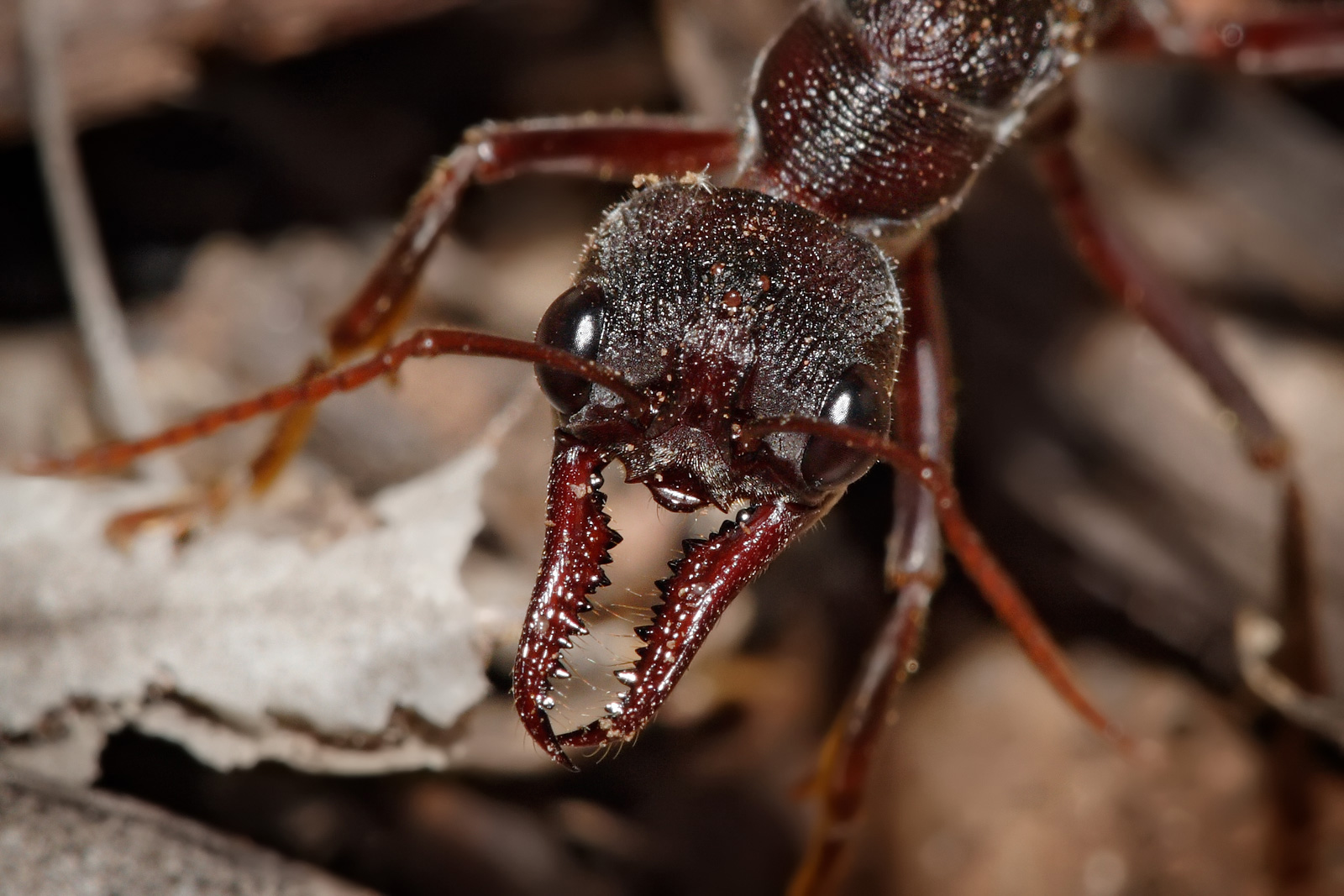
El mandibles de una hormiga de toro

Las mandíbulas de los artrópodos,  son quitinosas y se oponen lateralmente.  

## Vertebrados
En los vertebrados, las mandíbulas son óseas o cartilaginosas y oponen verticalmente, comprendiendo una mandíbula superior (o maxilar superior) y una mandíbula inferior. Esta mandíbula deriva del arco faríngeo más anterior, y normalmente posee dientes.

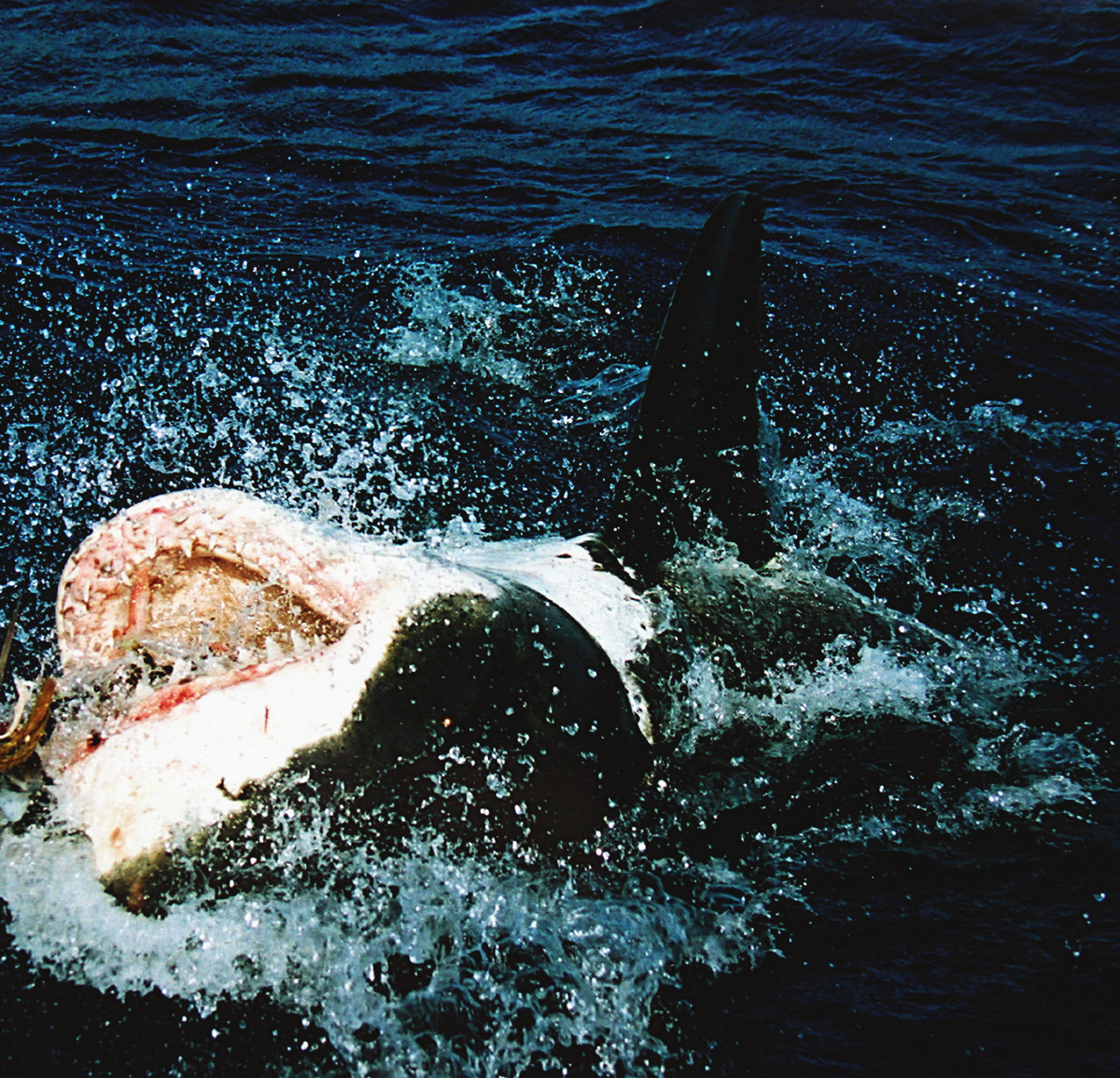
Mandíbulas de un tiburón blanco

La mandíbula de los vertebrados probablemente se originó durante el periodo Silúrico en los peces placodermos, diversificandose durante el Devónico. Los dos arcos branquiales más anteriores se convirtieron en el arco mandibular y arco hioideo respectivamente. La mayoría de los peces suspenden el arco mandibular a través del arco hioideo, permitiendo una mayor movilidad de la boca (suspensión mandibular). 
La ventaja selectiva original ofrecida por la mandíbula no puede ser relacionada con alimentación, sino a eficacia de respiración aumentada. Las mandíbulas estuvieron utilizadas en la bomba bucal (observable en anfibios y peces modernos) que hace pasar el agua a través de las branquias o el aire a los pulmones. Eventualmente las mandíbulas fueron utilizadas para la alimentación activa.  Muchos teleósteos han modificado sustancialmente las mandíbulas para succionar el alimento y protrusión de mandíbula, resultando en altamente mandíbulas complejas.

### Anfibios, reptiles, y aves
La mandíbula en tetrápodos es sustancialmente simple comparado con la de los peces osteíctios.  La mayoría de los huesos de mandíbula superiores (premaxilar, maxilar, yugal, cuadradoyugal, y cuadrado) se han fusionado al neurocráneo, mientras que la mandíbula inferior sigue compuesta por numerosos huesos (dentario, esplenial, angular, suprangular, y articular).  La mandíbula articula por una bisagra entre el hueso cuadrado y el articular.  Las mandíbulas de tetrápodos la exposición que varía grados de movilidad entre huesos de mandíbula.  Algunas especies poseen los huesos de mandíbula completamente fusionados, mientras que en la mayoría existen suturas entre los mismos.  El cráneo de las serpientes muestra el grado más grande de cinesis craneal, el cual les permite tragar presas de gran tamaño.

### Mamíferos
En mamíferos, las mandíbulas están compuestas por el dentario en la mandíbula inferior, que ahora recibe el nombre de mandíbula (conformado por dos huesos o hemimandíbulas, que en muchos casos se fusionan), y los premaxilares, maxilares y palatinos (que comprenden la mandíbula superior). En la evolución de los mamíferos, varios de los huesos de la estructura de las mandíbulas (principalmente el hueso articular de la mandíbula inferior, y el hueso cuadrado de la mandíbula superior) se han reducido e incorporado al oído. Como resultado, los mamíferos muestran poca o ninguna cinesis craneal, y la mandíbula inferior articula con el hueso temporal a través de la articulación temporomandibular.

## Erizos de mar
Los erizos de mar poseen mandíbulas únicas que exhiben simetría de cinco partes, que han sido denominadas linternas de Aristóteles. Cada unidad de la mandíbula posee un solo diente de crecimiento continuo, compuesto de carbonato de calcio cristalino.